# Чемпіонат світу зі снукеру серед ветеранів
Чемпіонат світу зі снукеру серед ветеранів (англ. Snooker World Professional Seniors Championship) — головний снукерний турнір серед гравців старшої вікової категорії (понад 40 років).
Турнір вперше був проведений в 1991 році в Сток-он-Тренті, і його переможцем став валлієць Кліфф Вілсон. Потім чемпіонат на довгий час припинив своє існування і відновився тільки в 2010 році    . До цього, в 2000 році була спроба організувати тур ветеранів, в який планувалося включити і чемпіонат світу, проте через недостатню фінансову підтримку і відсутності уваги з боку мас-медіа ця спроба залишилася невдалою — пройшов тільки один турнір, World Seniors Masters . А в 2004 році IBSF організувала власну світову першість, однак вона була дещо іншим турніром і так і не увійшла до офіційного списку чемпіонатів світу.
У 2006 році пройшов єдиний командний чемпіонат світу, також під егідою IBSF.
Поновлений чемпіонат пройшов в травні-листопаді 2010 року. Він включив в себе кваліфікаційний (28-30 травня) раунд і фінальну, телевізійну стадію (5-7 листопада). Переможець отримав 20 000 фунтів стерлінгів. Одним з організаторів турніру став екс-чемпіон світу Джо Джонсон. Всього у фінальній стадії виступили 6 екс-чемпіонів світу: Джо Джонсон, Стів Девіс, Джон Перрот, Кен Доерті, Денніс Тейлор і Пітер Ебдон, а також шестиразовий фіналіст ЧС Джиммі Вайт. Планувалося і участь Алекса Хіггінса, Але 24 липня 2010 року він помер  . Переможцем став Джиммі Вайт.
Фінальна стадія почалася з чвертьфіналу (матчі до 2 перемог). Півфінали гралися до 3 перемог, фінал — до 4.

## Переможці чемпіонатів світу серед ветеранів
| 1991                                     | Сток-он-Трент | Кліфф Вілсон | Едді Чарльтон | 5:4 |
| В 1992—2009 роки чемпіонат не проводився |               |              |               |     |
| 2010                                     | Бредфорд      | Джиммі Вайт  | Стів Девіс    | 4:1 |

## Переможці World Seniors Masters
| Рік  | Місце проведення | Переможець | Фіналіст      | Фінальний рахунок |
| ---- | ---------------- | ---------- | ------------- | ----------------- |
| 2000 | Лондон           | Віллі Торн | Кліфф Торбурн | 84-8              |

## Переможці чемпіонату світу IBSF
| Рік  | Місце проведення | Переможець    | Фіналіст        | Фінальний рахунок |
| ---- | ---------------- | ------------- | --------------- | ----------------- |
| 2004 | Вельтховен       | Дін О'Кейн    | Юджин Х'юз      | 5:2               |
| 2005 | Манама           | Дін О'Кейн    | Юджин Х'юз      | 5:4               |
| 2006 | Амман            | Мохаммед Юсуф | Глен Вілкинсон  | 5:4               |
| 2007 | Корат)           | Даррен Морган | Карнчай Вонг'ян | 5:1               |
| 2008 | Вельс            | Дін О'Кейн    | Гіт Сеті        | 5:1               |
| 2009 | Хайдерабад       | Даррен Морган | Дін О'Кейн      | 6:0               |

## Переможці командного чемпіонату світу IBSF
| Рік  | Місце проведення | Переможець | Фіналіст  | Фінальний рахунок |
| ---- | ---------------- | ---------- | --------- | ----------------- |
| 2006 | Сан-Хосе         | Англія     | Індія 'A' | 5:2               |